# Salvatore Ferragamo
Salvatore Ferragamo, född 5 juni 1898, död 7 augusti 1960, var en italiensk skodesigner.
Ferragamo experimenterade med form och material. Han gjorde sulor av trä eller kort och introducerade kilklacken och platåsulan, Han var populär som skodesigner åt filmstjärnor i Hollywood på 1920-talet.

### Fotnoter
1. 1 2  SNAC, SNAC Ark-ID: w69w1mf7, läs online, läst: 9 oktober 2017.[källa från Wikidata]
2. 1 2  Nationalencyklopedin, Nationalencyklopedin-ID: salvatore-ferragamonationalencyklopedin, läst: 9 oktober 2017.[källa från Wikidata]
3. 1 2  Brockhaus Enzyklopädie, Brockhaus Enzyklopädie-ID: ferragamo-salvatore, läst: 9 oktober 2017.[källa från Wikidata]
4. ↑  Istituto dell'Enciclopedia Italiana, Enciclopedia on line, Enciclopedia Treccani-ID: salvatore-ferragamo.[källa från Wikidata]
5. ↑  Fashion Model Directory, ID-nummer i Fashion Model Directory: salvatore-ferragamo, läst: 4 april 2022.[källa från Wikidata]
6. ↑  läs online, www.ilsole24ore.com .[källa från Wikidata]
7. ↑  Fiamma Ferragamo, 57, Dies; Shoe Designer for the Elegant (på engelska), läs online, läst: 19 september 2019.[källa från Wikidata]